# Eugene Chung
Eugene Yon Chung (Contea di Prince George's, 14 giugno 1969) è un ex giocatore di football americano statunitense che ha giocato nel ruolo di offensive tackle nella National Football League (NFL).

## Carriera
Dopo avere giocato a football al college al Virginia Polytechnic Institute and State University, Chung fu scelto come 13º assoluto nel Draft NFL 1992 dai New England Patriots. Vi giocò per tre stagioni, dopo di che fu selezionato dai neonati Jacksonville Jaguars nel draft di espansione del 1995. Vi giocò per una stagione e dopo una con gli Indianapolis Colts si ritirò.
Chung è un coreano-americano ed è stato il primo asioamericano ad essere scelto nel primo giro del Draft da Roman Gabriel nel 1962.

## Palmarès
- PFWA All-Rookie Team - 1992

## Statistiche
| Partite totali      | 55 |
| Partite da titolare | 30 |